# ماثيو تود
ماثيو تود (25 مايو 1983 - ) (بالإنجليزية: Matthew Todd)‏ هو لاعب كريكت بريطاني.

## وصلات خارجية
- ماثيو تود على موقع إي آس بي آن كريك إنفو (الإنجليزية)